# Stictoptera subobliquella
Stictoptera subobliquella là một loài bướm đêm trong họ Noctuidae.